# Hart of Dixie
Hart of Dixie (no Brasil, Uma Escolha do Coração, e em Portugal Doutora no Alabama) é uma comédia dramática exibida pelo canal The CW estrelada por Rachel Bilson. Em 17 de maio de 2011 a CW oficialmente contratou o piloto da série. A série estreou dia 26 de setembro, às 21 horas, depois de Gossip Girl e marca o retorno da atriz Rachel Bilson após quatro anos longe da televisão, desde The O.C.
Em 8 de maio de 2014, a série foi renovada para uma quarta temporada. Em 13 de março de 2015, a criadora da série, Leila Gerstein, revelou em seu twitter que a série seria finalizada após quatro temporadas, entretanto, a CW só oficializou a última temporada em 7 de maio de 2015. O último episódio foi exibido no dia 27 de março de 2015.

## Exibição no Brasil
Hart of Dixie começou a ser exibida no Brasil em meados de julho de 2012 no canal Glitz* com exclusividade na (TV por assinatura), mas com a extinção do canal Glitz* no país a série foi transferida para o canal TNT Séries. Lembrando que tanto o Glitz* quanto o novo TNT Séries são de propriedade da Time Warner e operado pela Turner Broadcasting System. Hart of Dixie será exibida pelo canal de (TV Aberta) SBT que conquistou direitos de exibição da série em 2013.

## Enredo
Zoe Hart é uma médica nova-iorquina recém-formada que acha que já tem seu futuro todo planejado. Depois de se formar em primeiro lugar na faculdade de medicina, ela pretende seguir os passos do pai e se tornar uma cirurgiã cardíaca. Mas quando seus sonhos desmoronam, Zoe decide aceitar a oferta de um estranho, o Dr. Harley Wilkes, para trabalhar com ele em sua pequena clínica em Bluebell, Alabama.

## Elenco
Em 8 de fevereiro de 2011, a Linha de TV informou que Rachel Bilson estava se aproximando de um acordo para estrelar a série. Seu papel foi mais tarde confirmado pela The CW em um comunicado de imprensa.  Logo depois, Wilson Bethel se juntou ao elenco como Wade Kinsella. Scott Porter foi posteriormente escalado como o advogado George Tucker, sendo um potencial interesse amoroso para a personagem de Bilson.

### Regular
| Ator/Atriz     | Personagem         | Temporadas | Temporadas | Temporadas | Temporadas | Temporadas | Temporadas |
| Ator/Atriz     | Personagem         | 1ª         | 2ª         | 3ª         | 4ª         |            |            |
| -------------- | ------------------ | ---------- | ---------- | ---------- | ---------- | ---------- | ---------- |
| Rachel Bilson  | Zoe Hart           | Regular    | Regular    | Regular    | Regular    | Regular    | Regular    |
| Jaime King     | Lemon Breeland     | Regular    | Regular    | Regular    | Regular    | Regular    | Regular    |
| Cress Williams | Lavon Hayes        | Regular    | Regular    | Regular    | Regular    | Regular    | Regular    |
| Wilson Bethel  | Wade Kinsella      | Regular    | Regular    | Regular    | Regular    | Regular    | Regular    |
| Scott Porter   | George Tucker      | Regular    | Regular    | Regular    | Regular    | Regular    | Regular    |
| Tim Matheson   | Dr. Brick Breeland | Regular    | Regular    | Regular    | Regular    | Regular    | Regular    |
| Kaitlyn Black  | Annabeth Nass      | Recorrente | Recorrente | Regular    | Regular    |            |            |

## Recepção da crítica
Hart of Dixie teve recepção mista por parte da crítica especializada. Na sua 1ª temporada, em base de 20 avaliações profissionais, alcançou uma pontuação de 43% no Metacritic. Por votos dos usuários do site, atinge uma nota de 7.1, usada para avaliar a recepção do público.